# Bernard Chérin
Pour les articles homonymes, voir Chérin.
Bernard Chérin, écuyer, né le 20 janvier 1718 à Ambonville et mort le 21 mai 1785 à Paris, est un généalogiste et historiographe, membre de l'ordre royal de Notre-Dame du Mont-Carmel et de Saint-Lazare de Jérusalem et des ordres du roi.

## Biographie
Il est petit-fils d'un régent d'école et fils d'un commerçant aisé. Il fait de bonnes études.
Il est nommé généalogiste et historiographe des ordres du roi par brevet du 3 février 1772 après la démission de Jean-Nicolas Beaujon et anobli en 1774. Il est nommé historiographe des ordres du roi en 1776.
Son travail le plus connu est la vérification des preuves des quatre degrés de noblesse nécessaires à l'obtention d'un brevet de sous-lieutenance à la suite de l'ordonnance royale du 22 mai 1781 :

« Le Roi a décidé que tous les sujets qui seraient proposés pour être nommés à des sous-lieutenances dans les régiments d'infanterie française, de cavalerie, de chevau-légers, de dragons et de chasseurs à cheval, seraient tenus de faire les mêmes preuves que ceux qui lui sont présentés pour être admis et élevés à son École royale militaire, et que Sa Majesté ne les agréerait que sur le certificat du sieur Chérin, généalogiste... Et après que ledit sieur Chérin aura examiné et reconnu pour véritables les titres qui lui auront été adressés, il remettra son certificat aux-dits parents qui le feront passer au Mestre de camp, commandant du régiment dans lequel ils désireront que le sujet soit placé, et le certificat du généalogiste sera joint au mémoire de proposition du Mestre de camp commandant. »

On a dit de ce généalogiste scrupuleux et incorruptible :

« Homme injuste, à force d'être juste. »

Il mourut dans l'exercice de sa charge, que reprit deux ans plus tard, en 1787, son fils Louis Nicolas Hyacinthe Chérin. Ses restes furent déposés au couvent des Grands-Augustins de Paris, dans la chapelle dite de Grimouville-Larchant, sous un monument exécuté par Jean Siméon Chardin, dont voici l'épitaphe :

« Ici reposent les cendres de Bernard Cherin, écuyer, Généalogiste et historiographe des ordres du roi, généalogiste de celui de Saint-Lazare et censeur royal, ses lumières et ses vertus lui méritèrent la confiance du roi et celle de la nation. Sévère, désintéressé, incorruptible, ardent ami de la vérité, et plein du courage qu'elle inspire, il repoussa fortement les prétentions injustes de l'orgueil, et sut toujours se défendre des attraits de la séduction. La mort, arrivée le XXI mai M. DCC. LXXXV (21 mai 1785), fut honorée des larmes de ses amis et des regrets du public. Il était né le XX janvier M. DCC. XVII (20 janvier 1717). Son fils, pénétré de douleur, a consacré ce monument À la mémoire du meilleur des pères. Priez Dieu pour le repos de son ame »

.
Dans le film Ridicule de Patrice Leconte, le rôle de Bernard Chérin est tenu par Philippe du Janerand.

## Œuvres
- Recueils de généalogie Collection Chérin à la BNF ;
- Généalogie de la maison de Montesquiou-Fezensac, suivie de ses preuves sur Gallica, Paris, de Valade, 1784 ;
- Généalogie de la maison de Montaignac ou de Montagnac : conservée au cabinet des titres de la Bibliothèque royale sur Gallica, Sedan, G. Demeurat, 1856.

## Pour approfondir